# 클레이튼 스니더
클레이튼 스니더(Clayton Snyder, 1987년 9월 9일 ~ )는 미국의 배우, 텔레비전 배우이다.
로스앤젤레스에서 태어났다.

## 영화
- 햄 온 라이 (2019년)
- 컨저링 하우스 (2018년)
- 더 리유니온 (2017년)
- 왓 해픈드 라스트 나이트 (2016년)
- 리지 맥과이어 (2003년) - 에단 크래프트 역
- 리지 맥과이어 - TV 시리즈 (2001년)